# Giovanni Battista Pagano Guarnaschelli
Giovanni Battista Pagano Guarnaschelli (Palermo, 1º aprile 1836 – Roma, 6 febbraio 1919) è stato un politico e magistrato italiano.
Fu senatore del Regno d'Italia nella XVII legislatura.

## Biografia
Primo presidente della Corte d'appello di Roma dal 13 novembre 1887, il 4 dicembre 1890 fu nominato senatore del Regno d'Italia nella XVII legislatura.
Divenne presidente della Corte di cassazione di Torino il 18 aprile 1897 e primo presidente della Corte di Cassazione di Roma tra il 14 ottobre 1900 e il 31 marzo 1911, per andare poi a riposo.
Suo figlio, Giuseppe Pagano, divenne primo Presidente della Corte suprema di cassazione.
Muore a Roma il 6 febbraio 1919.

## Onorificenze
Fu nominato Conte con regia patente del 27 febbraio 1910 di Vittorio Emanuele III di Savoia.